# Salado Creek AVA
Salado Creek AVA (anerkannt seit dem 29. Juni 2004) ist ein Weinbaugebiet im US-Bundesstaat Kalifornien. Das Gebiet erstreckt sich auf den nördlichen Teil des Verwaltungsgebietes von Stanislaus County, im nördlichen Teil des San Joaquin Valley südwestlich der für den Aprikosenanbau bekannten Stadt Patterson. Das Weinbaugebiet Diablo Grande AVA schließt weiter nördlich an.
Größter Verarbeiter von Traubenmaterial und Wein ist das Weingut KitFox Vineyards, das auf Lohnverarbeiter im nahegelegenen Lodi zurückgreift.